# District de Pogradec

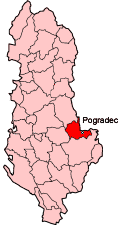

Le district de Pogradec est l'un des 36 districts autonomes de l'Albanie d'une superficie de 725 km2 avec une population de 78 000 habitants, la capitale du district est Pogradec. Le district dépend de la préfecture de Korçë.
Le district est mitoyen des districts albanais de Librazhd, Gramsh et de Korçë, il a aussi une frontière avec la Macédoine.